# 하우스 오르간
하우스 오르간(house organ), 사보(社報), 사내지는 고객, 직원, 조합 멤버, 정치인 등을 대상으로 기업이나 조직이 출판하는 잡지나 정기간행물이다. 광고주가 종업원, 관련기업, 고객 등을 대상으로 발행하는 간행물. 사내보, 팜플렛, PR지 등의 총칭이다. 이 이름은 특수 관심사 그룹의 정기간행물을 가리키는 organ에서 비롯된 것이다.
하우스 오르간은 내부용, 외부용, 이렇게 2가지로 나뉜다. 내부용 하우스 오르간은 경영 목적의 소통 채널로서 사내 직원에 의해 소비되는 것을 의미한다. 외부용 하우스 오르간은 기업 고객들에 의해 소비되는 것으로, 무료 정기 뉴스레터라든지 실제 상업용 제품일 수 있다.